# Václav Pánek (lední hokejista)
Václav Pánek (* 23. únor 1992, Hradec Králové) je český hokejový obránce.

## Kluby podle sezon
- 2000-2001 HC VČE Hradec Králové
- 2001-2002 HC VČE Hradec Králové
- 2002-2003 HC VČE Hradec Králové
- 2003-2004 HC VČE Hradec Králové
- 2004-2005 HC VČE Hradec Králové
- 2005-2006 HC VČE Hradec Králové
- 2006-2007 HC VČE Hradec Králové
- 2007-2008 HC VCES Hradec Králové
- 2008-2009 HC VCES Hradec Králové
- 2009-2010 HC VCES Hradec Králové, Bílí Tygři Liberec
- 2010-2011 HC VCES Hradec Králové, Bílí Tygři Liberec
- 2011-2012 HC VCES Hradec Králové, BK Mladá Boleslav
- 2012-2013 Královští lvi Hradec Králové